# Забиров, Рашит Джамалиевич
Рашит Джамалиевич Забиров (встречаются написания: Рашид и Джумалиевич) (18 сентября 1918, Пржевальск, Туркестанская АССР — 23 июля 1980, Покровка, Иссык-Кульская область) — советский географ, гляциолог, организатор науки. Директор Тянь-Шанской физико-географической станцией АН Киргизской ССР. Автор и редактор научных статей и монографий.

## Биография
Родился 18 сентября 1918 года в городе Пржевальск (или в соседнем селе) в крестьянской семье.
В 1936 году с отличием окончил среднюю школу, два года работал учителем в городе Пржевальск.
В 1938 году поступил на Географический факультет МГУ.
Во время войны служил в горных подразделениях НКВД. В военно-топографический отряде под командованием П. Н. Рапасова проводил топографическую съёмку приграничных с Китаем районов Киргизии. В 1943 году одним из первых определил высоту (максимально точную на то время) безымянного пика, названного Пик Победы.
В 1948 году с отличием окончил МГУ и был зачислен в аспирантуру, научный руководитель профессор И. С. Щукин.
В 1952 году защитил диссертацию по теме «Оледенение Памира». Затем работал в НИИ Географии при Географическом факультете МГУ.
Трагически погиб в автомобильной аварии 23 июля 1980 года у села Покровка, был похоронен в городе Фрунзе.

### Научная и административная работа

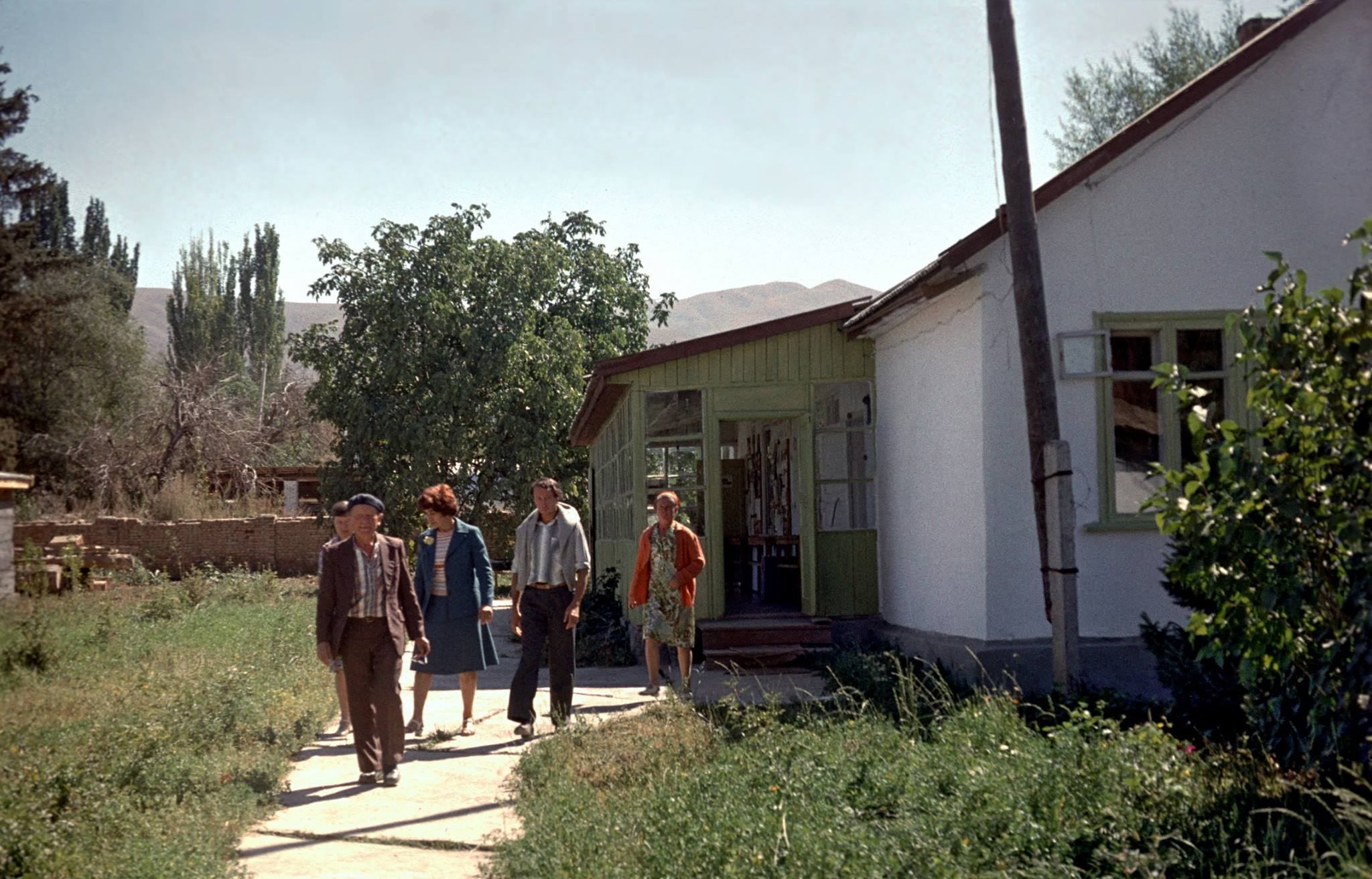
Р. Д. Забиров, Л. Г. Бондарев и сотрудники станции, 1978

Всю жизнь Р. Д. Забиров посвятил исследованию ледников и исследованию природы Тянь-Шаня и Памира. Его монография об оледенении Памира считается одной из лучших работ по ледникам Средней Азии.
В 1954—1976 годах Р. Д. Забиров работал директором Тянь-Шанской физико-географической станции АН КиргССР.
В 1957 году, в период подготовки и проведения Международного геофизического года Тянь-Шанской высокогорной физико-географической станцией совместно с географическим факультетом МГУ были продолжены работы, начатые но время второго Международного полярного года. Особое внимание при этом было уделено съемке ледников. Для этого была создана методика и применён метод наземной стереофотограмметрии на 24 ледниках Тянь-Шаня.
Большое внимание он уделял комплексным стационарным географическим исследованиям. Под его руководством трудились практиканты и молодые сотрудники из Киргизского, Московского, Ленинградского, Казанского университетов и других ВУЗов СССР. За эти годы сотрудниками Станции было опубликовано более 80 монографий и сборников. Он обладал искусством «вербовать» выпускников при распределении. А. Н. Кренке вспоминает, как в 1962 году в МГУ после распределения:

«Рашид Джумалиевич тут же предложил мне должность младшего научного сотрудника, гарантировал оплату всех финансовых затрат, связанных с переездом на станцию, и, главное полную поддержку исследований береговой зоны высокогорных озёр Северного Тянь-Шаня. Мы ударили по рукам.»
Боролся за сохранение иссык-кульских пляжей, против проектов местных чиновников по перераспределению речного стока в озеро Иссык-Куль, что привело бы к разрушению всей курортной и туристической инфраструктуры.